# 1459
- Wikisource

| Calendário gregoriano                                                        | 1459 MCDLIX                                           |
| Ab urbe condita                                                              | 2212                                                  |
| Calendário arménio                                                           | 908 – 909                                             |
| Calendário bahá'í                                                            | -385 – -384                                           |
| Calendário budista                                                           | 2003                                                  |
| Calendário chinês                                                            | 4155 – 4156 Início a 3 de fevereiro (aproximadamente) |
| Calendário copta                                                             | 1175 – 1176                                           |
| Calendário etíope                                                            | 1451 – 1452                                           |
| Calendários hindus - Vikram Samvat - Calendário nacional indiano - Cáli Iuga | 1514 – 1515 1380 – 1381 4559 – 4560                   |
| Calendário Holoceno                                                          | 11459                                                 |
| Calendário islâmico                                                          | 863 – 864                                             |
| Calendário judaico                                                           | 5219 – 5220                                           |
| Calendário persa                                                             | 837 – 838                                             |
| Calendário rúnico                                                            | 1709                                                  |
| Calendário solar tailandês                                                   | 2002                                                  |

1459 (MCDLIX, na numeração romana) foi um ano comum do século XV do Calendário Juliano, da Era de Cristo, e a sua letra dominical foi G (52 semanas), teve início numa segunda-feira e terminou também numa segunda-feira.
| Ano completo                         |
| ------------------------------------ |
| Ano comum com início à segunda-feira |

## Eventos
- 21 de Março - Estêvão IV da Bósnia, assume o governo da Sérvia, cargo que ocupa até 30 de Junho do mesmo ano.
- 8 de Abril - Estêvão Branković é destituído como regente e a Sérvia é anexada ao Império Otomano.
- 24 de Abril - O monge e cartógrafo italiano Fra Mauro (1395-1460) termina sua produção de um mapa mundi a pedido do rei de Portugal, D. Afonso V.  Esta obra foi enviada para Portugal mas não sobreviveu até os nossos dias.
- 25 de Abril - Tratado de Cheb: Este tratado foi assinado na cidade imperial de Eger, atual República Tcheca e estabelecia os limites entre o Reino da Boêmia e o Eleitorado da Saxônia no ponto mais alto dos Montes Metalíferos que se estendia do Cheb até o Rio Elba.  As fronteiras permaneceram sem alterações até os dias de hoje, separando a República Tcheca da Alemanha, sendo assim uma das mais antigas fronteiras europeias ainda existentes.
- 24 de Agosto - Em Brașov, Vlad Tepes ordena o empalamento de trinta mil pessoas.
- 17 de Setembro - Afonso Nogueira sucede a Jaime de Portugal e assume como arcebispo de Lisboa.
- 20 de Setembro - O Duque de York é declarado traidor pelo Parlamento Inglês, assim como todos os que o apóiam.
- 20 de Setembro - Bucareste é mencionada pela primeira vez em um documento, assinado por Vlad Teps, cognominado O Drácula.
- 23 de Setembro - Batalha de Blore Heath,[1] maior episódio da Guerra das duas rosas na Inglaterra. A rainha Margarida de Anjou perde a batalha para o Conde de Warwick, que se junta ao resto do exército de York em Ludlow.
- 7 de Outubro - O cardeal espanhol Luis Juan de Milà y Borja é transferido para a sé de Lérida, onde toma posse somente em 23 de Fevereiro de 1461.
- 12 de Outubro - Batalha de Ludford Bridge, uma das mais sangrentas batalhas da Guerra das duas rosas: Ricardo, Duque de York é derrotado e foge para a Irlanda, ao passo que o seu aliado Conde de Warwick vai para Calais.
- 28 de Outubro - O navegador e explorador Diogo Gomes assume o cargo de almoxarife em Sintra, tendo ocupado esse posto até 1480.
- 2 de Novembro - Eduardo IV (1442-1483) e Guilherme Neville se encontram em Calais, na França, após a derrota na Batalha de Ludford Bridge.
- Agostino di Duccio esculpe um altar para a igreja de São Lourenço, em Úmbria.
- Alberto III da Saxónia (1443-1500) se casa com a princesa Sidônia da Boêmia (1449-1510).
- Fundação da cidade de Jodhpur, na Índia por um chefe Rajput chamado Rao Jodha (1416-1489).
- O Infante D. Fernando (1432-1481) e sua esposa Infanta Dona Beatriz (1430-1506), fundam o Convento da Conceição.
- O Papa Pio II nomeia Nicolau de Cusa (1401-1464) cardeal camerlengo e vigário-geral.
- O humanista e filólogo espanhol Antonio de Nebrija inicia seus estudos na Universidade de Salamanca.
- O humanista e historiador italiano Flavio Biondo publica a sua segunda obra: De Roma triumphante (O Triunfo de Roma).
- O imperador Davi de Trebizonda sucede a João IV da Trebizonda e assume o trono, onde permanece até 1461.
- O livro Rationale divinorum officiorum (Análise racional do serviço divino, c1286) de Guilherme Durando é reimpresso em Mogúncia.
- O religioso carmelita João Manuel de Portugal e Vilhena também conhecido como Frei João de São Lourenço deixa o bispado de Ceuta e assume o bispado da Guarda.
- O humanista, poeta e literato italiano Pier Candido Decembrio retorna a Milão após reconciliar-se com Francesco Sforza.

## Nascimentos
- 24 de junho - Ezio Auditore da Firenze, mestre assassino italiano na renascença (m. 1524) (Fictício)
- 25 de Janeiro - Paul Hofhaimer, compositor e organista austríaco (m. 1537).
- 1 de Fevereiro - Conradus Protucius, poeta e humanista alemão (m. 1508).
- 2 de Março - Papa Adriano VI (m. 1523).
- 6 de Março - Jacob Fugger, O Rico, banqueiro alemão (m. 1525).
- 8 de Março - Bernardino Corio, historiador italiano (m. 1519).
- 22 de Março - Maximiliano I, Sacro Imperador Romano de 1508 até à sua morte.
- 15 de Maio - Ercole Bentivoglio, condottiero italiano (m. 1507).
- 27 de Maio - Bernhard Adelmann von Adelmannsfelden, teólogo e humanista alemão (m. 1523).
- 18 de Julho - Wok II. von Rosenberg, latifundiário alemão (m. 1505).
- 6 de Outubro - Martin Behaim, navegador, explorador e cartógrafo alemão (m. 1506).
- 26 de Novembro - Andreas Oxner, santo da Igreja Católica assassinado aos três anos de idade (m. 1462).* 20 de Dezembro - Benedetto Buglioni, escultor italiano (m. 1521).
- 27 de Dezembro - João I Alberto, em polonês Jan I Olbracht, Rei da Polônia (1492–1501) (m. 1501).
- Antonio de Acuña, bispo de Zamora, Espanha, no período de 1507 a 1526 (m. 1526).
- Cima da Conegliano, Giovanni Battista Cima, pintor italiano renascentista (m. 1518).
- Lorenzo di Credi, pintor e escultor florentino (d. 1537).
- Antonio Giordano, jurista italiano (m. 1530).
- Boabdil, Regente de Granada (m. 1528).
- Carlos de Valois, também conhecido como Carlos de Orleans, Duque de Angoulême (m. 1496).
- Cristoforo Castiglione, militar e nobre italiano (m. 1499).
- Francesco I de Tassis, pioneiro no serviço postal na Europa, (m. 1517).
- Girolamo Scolari, religioso italiano (m. 1535).
- Isabel de Viseu, filha de Fernando de Portugal, Duque de Viseu (m. 1521).
- Jacopo IV Appiano, fidalgo italiano (m. 1510).
- Marco Palmezzano, pintor italiano (m. 1539).
- Michelangelo Brandini, ourives italiano (m. 1528).

## Mortes
- 22 de Janeiro - Antonio Della Chiesa, frade dominicano italiano (n. 1394).
- 14 de Fevereiro - Estêvão, Conde Palatino de Simmern-Zweibrücken (n. 1385).
- 3 de Março - Ausiàs March, poeta catalão (n. 1400).
- 22 de Abril - João IV, Imperador de Trebizonda (n. 1403).
- 2 de Maio - Antonino Pierozzi, teólogo, arcebispo católico e literato italiano (n. 1389).
- 3 de Maio - Érico da Pomerânia, Rei da Noruega, Dinamarca e Suécia (n. 1382).
- 5 de Maio - Anton von Rotenhan, Bispo de Bamberg (n. 1390).
- 6 de Maio - Dietrich Schenk von Erbach, Arcebispo de Mogúncia (n. 1390).
- 9 de Junho - Shōtetsu, poeta japonês (n. 1381).
- 14 de Junho - Giacomo di Challant-Aymavilles, fidalgo italiano.
- 27 de Agosto - Jaime de Portugal, arcebispo de Lisboa (n. 1433).
- 6 de Setembro - Catharina de Nassau-Beilstein, filha de Henrique II, Conde de Nassau-Beilstein (n. 1410).
- 12 de Setembro - Antonio Cerdá y Lloscos, Arcebispo de Messina e cardeal espanhol (n. 1390).
- 14 de Setembro - Pietro II Fregoso, 33º doge de Gênova (n. 1412).
- 23 de Setembro - James Touchet, 5º Barão Audley (n. c1398).
- 4 de Outubro - Jeanne de Pierrepont, Senhora de Braine, filha de Jean de Pierrepont, Conde de Braine (1388-415) (n. 1413) ► Veja Castelo de Montmirail.
- 19 de Outubro - Johan VIII van Heinsberg, Bispo de Luik.
- 20 de Outubro - Fra Mauro, cartógrafo italiano.
- 27 de Outubro - Giannozzo Manetti, filólogo e humanista italiano (n. 1396).
- 30 de Outubro - Poggio Bracciolini, humanista renascentista e historiador italiano (n. 1380).
- 3 de Novembro - Giovanni da Norcia, religioso italiano (n. 1400).
- 5 de Novembro - John Fastolf, militar inglês que participou da Guerra dos Cem anos (n. 1378).
- 4 de Dezembro - Adolfo VIII von Holstein, Duque de Schleswig-Holstein (n. 1401).
- 20 de Dezembro - Petrus II. Vältl, religioso e beneditino alemão.
- Barnaba Adorno, 30º doge da República de Gênova (n. 1385).
- Bernardo Carnesecchi, político, mercador e mecenas italiano (n. 1398).
- Giovanni Aurispa, humanista e poeta italiano (n. 1376).
- Gregório III, Patriarca de Constantinopla.
- Christian Rosenkreuz, cavaleiro medieval e fundador da Ordem Rosacruz (n. 1378).